# Paul Sereno
Paul Calistus Sereno (11 de octubre de 1957) es un paleontólogo estadounidense que ha descubierto varias nuevas especies de dinosaurios y otros reptiles en varios continentes. Hijo de un cartero, Paul creció en Naperville, Illinois.
Ha dirigido excavaciones en sitios de Mongolia Interior, Argentina, Marruecos y Níger. Es profesor en la Universidad de Chicago y  "explorador residente" de National Geographic.
Su descubrimiento más conocido es el espécimen casi completo del Sarcosuchus imperator (popularmente conocido como SuperCroc) en Gadoufaoua, en el desierto de Teneré de Níger, que dio pie a un documental de National Geographic. Otros hallazgos importantes  incluyen especímenes de Eoraptor, Jobaria, Eocarcharia, Deltadromeus, Aerosteon, el primer buen cráneo de Carcharodontosaurus, Afrovenator, Suchomimus y el pterosaurio africano.

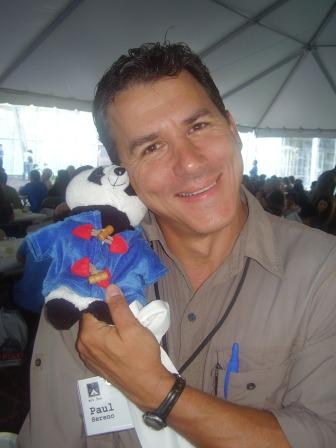
Paul Sereno en el año 2007.

## Abreviatura (zoología)
La abreviatura Sereno  se emplea para indicar a Paul Sereno como autoridad en la descripción y taxonomía en zoología.